# دنان
دنان (انگلیسی: Denon) شرکت الکترونیک ژاپنی است، که در سال ۱۹۱۰ تأسیس شد.